# Релинг
Релинг (њем. Rehling) општина је у њемачкој савезној држави Баварска. Једно је од 24 општинска средишта округа Ајхах-Фридберг. Према процјени из 2010. у општини је живјело 2.419 становника. Посједује регионалну шифру (AGS) 9771158.

## Географски и демографски подаци
Релинг се налази у савезној држави Баварска у округу Ајхах-Фридберг. Општина се налази на надморској висини од 485 метара. Површина општине износи 26,3 km². У самом мјесту је, према процјени из 2010. године, живјело 2.419 становника. Просјечна густина становништва износи 92 становника/km².